# Кокошкови
Кокошкови (пол. Kokoszkowy, нім. Kokoschken, 1942-45: Hennenfelde) — село в Польщі, у гміні Староґард-Гданський Староґардського повіту Поморського воєводства.
Населення — 1639 осіб (2011).
У 1975-1998 роках село належало до Гданського воєводства.

## Демографія
Демографічна структура станом на 31 березня 2011 року:
|          | Загалом | Допрацездатний вік | Працездатний вік | Постпрацездатний вік |
| -------- | ------- | ------------------ | ---------------- | -------------------- |
| Чоловіки | 803     | 206                | 551              | 46                   |
| Жінки    | 836     | 222                | 517              | 97                   |
| Разом    | 1639    | 428                | 1068             | 143                  |